# Lasbordes (Aude)
Pour les articles homonymes, voir Lasbordes.
Lasbordes  (prononcé \las.bɔʁd\ ou \las.bɔʁdə\ ; Las Bòrdas en occitan) est une commune française, située dans le Nord-Ouest du département de l'Aude en région Occitanie.
Sur le plan historique et culturel, la commune fait partie du Lauragais, l'ancien « Pays de Cocagne », lié à la fois à la culture du pastel et à l’abondance des productions, et de « grenier à blé du Languedoc ». Exposée à un climat méditerranéen, elle est drainée par le canal du Midi, le Fresquel, le ruisseau de Bassens, le ruisseau de Tenten, le ruisseau de Tréboul, l'Arsou, le ruisseau de Limbe et par deux autres cours d'eau.
Lasbordes est une commune rurale qui compte 824 habitants en 2022, après avoir connu une forte hausse de la population depuis 1975. Elle fait partie de l'aire d'attraction de Castelnaudary. Ses habitants sont appelés les Lasbordais ou Lasbordaises.
Le patrimoine architectural de la commune comprend un immeuble protégé au titre des monuments historiques : l'église Saint-Christophe, inscrite en 1988 puis classée en 1988.

## Géographie
Commune de l'aire urbaine de Castelnaudary située dans le Lauragais sur Le Fresquel le canal du Midi et le Tréboul.

### Communes limitrophes
Les communes limitrophes sont Pexiora, Saint-Martin-Lalande, Saint-Papoul, Villepinte et Villespy.
|                      | Saint-Papoul | Villespy   |
| Saint-Martin-Lalande | Lasbordes    | Villepinte |
|                      | Pexiora      |            |

### Hydrographie

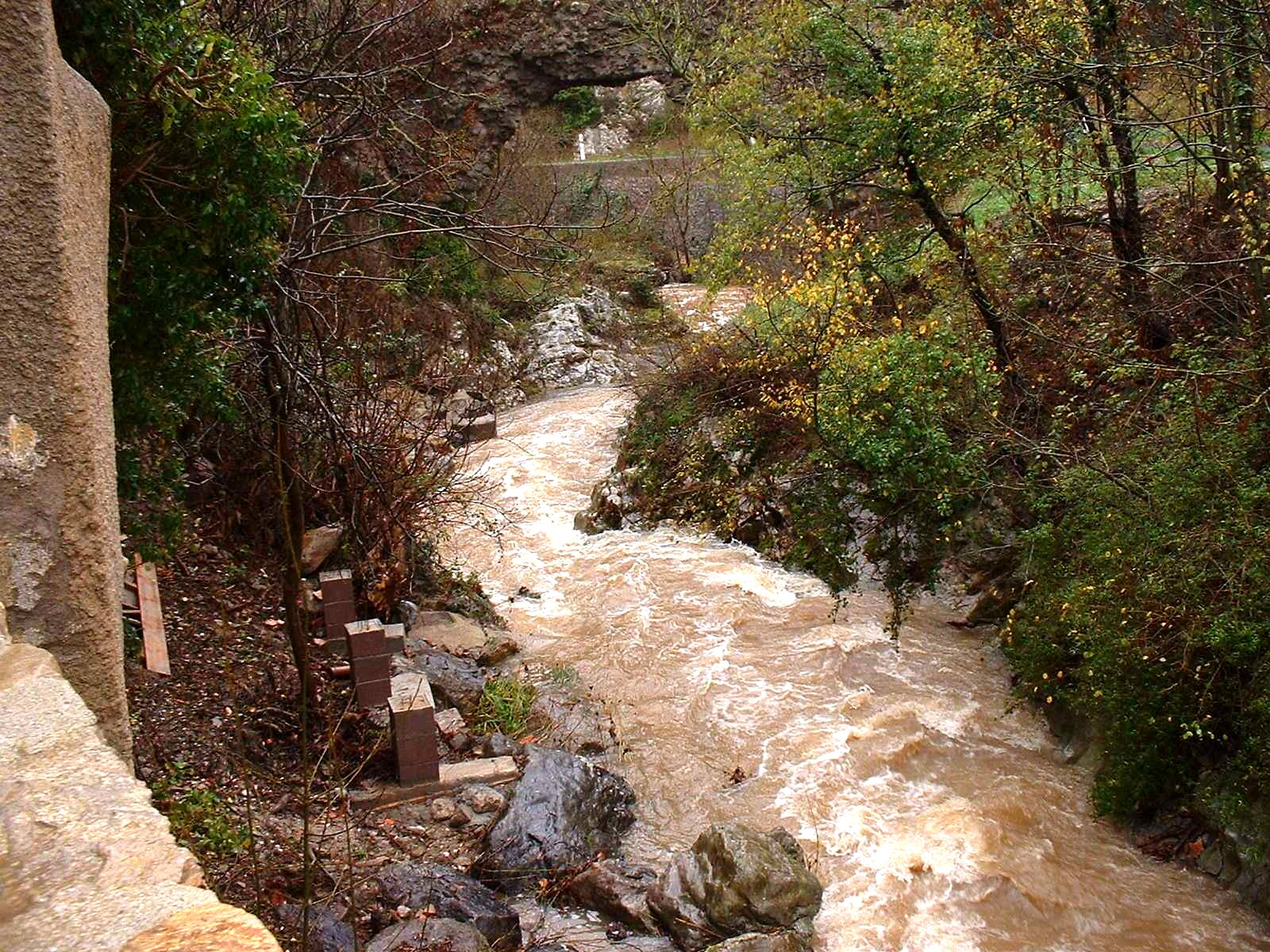
Le Sou de Laroque en crue à Laroque-de-Fa.

La commune est dans la région hydrographique « Côtiers méditerranéens », au sein du bassin hydrographique Rhône-Méditerranée-Corse. Elle est drainée par le canal du Midi, le Fresquel, le ruisseau de Bassens, le ruisseau de Tenten, le ruisseau de Tréboul, l'Arsou, le ruisseau de Limbe, Rec Danise et le ruisseau de Bijouard, qui constituent un réseau hydrographique de 14 km de longueur totale,.
Le canal du Midi, d'une longueur totale de 239,8 km, est un canal de navigation à bief de partage qui relie Toulouse à la mer Méditerranée depuis le xviie siècle.
Le Fresquel, d'une longueur totale de 63 km, prend sa source dans la commune de Baraigne et s'écoule d'ouest en est. Il traverse la commune et se jette dans l'Aude à Carcassonne, après avoir traversé 22 communes.
Le ruisseau de Bassens, d'une longueur totale de 13,7 km, prend sa source dans la commune de Labécède-Lauragais et s'écoule vers le sud. Il traverse la commune et se jette dans le Fresquel à Saint-Martin-Lalande, après avoir traversé 5 communes.
Le ruisseau de Tenten, d'une longueur totale de 21 km, prend sa source dans la commune des Cammazes et s'écoule vers le sud-est. Il traverse la commune et se jette dans le Lampy à Raissac-sur-Lampy, après avoir traversé 9 communes.
Le ruisseau de Tréboul, d'une longueur totale de 22,5 km, prend sa source dans la commune de Mas-Saintes-Puelles et s'écoule vers le sud-est. Il traverse la commune et se jette dans le Fresquel à Villepinte, après avoir traversé 7 communes.

### Climat
Pour des articles plus généraux, voir Climat de l'Occitanie et Climat de l'Aude.
En 2010, le climat de la commune est de type climat du Bassin du Sud-Ouest, selon une étude s'appuyant sur une série de données couvrant la période 1971-2000. En 2020, Météo-France publie une typologie des climats de la France métropolitaine dans laquelle la commune est exposée à un climat océanique altéré et est dans la région climatique Aquitaine, Gascogne, caractérisée par une pluviométrie abondante au printemps, modérée en automne, un faible ensoleillement au printemps, un été chaud (19,5 °C), des vents faibles, des brouillards fréquents en automne et en hiver et des orages fréquents en été (15 à 20 jours).
Pour la période 1971-2000, la température annuelle moyenne est de 13,5 °C, avec une amplitude thermique annuelle de 16,1 °C. Le cumul annuel moyen de précipitations est de 672 mm, avec 8,9 jours de précipitations en janvier et 5 jours en juillet. Pour la période 1991-2020, la température moyenne annuelle observée sur la station météorologique la plus proche, située sur la commune de Castelnaudary à 8 km à vol d'oiseau, est de 14,1 °C et le cumul annuel moyen de précipitations est de 707,4 mm,. Pour l'avenir, les paramètres climatiques de la commune estimés pour 2050 selon différents scénarios d'émission de gaz à effet de serre sont consultables sur un site dédié publié par Météo-France en novembre 2022.

### Milieux naturels et biodiversité
Aucun espace naturel présentant un intérêt patrimonial n'est recensé sur la commune dans l'inventaire national du patrimoine naturel,,.

## Urbanisme

### Typologie
Au 1er janvier 2024, Lasbordes est catégorisée commune rurale à habitat dispersé, selon la nouvelle grille communale de densité à 7 niveaux définie par l'Insee en 2022.
Elle est située hors unité urbaine. Par ailleurs la commune fait partie de l'aire d'attraction de Castelnaudary, dont elle est une commune de la couronne,. Cette aire, qui regroupe 34 communes, est catégorisée dans les aires de moins de 50 000 habitants,.

### Occupation des sols
L'occupation des sols de la commune, telle qu'elle ressort de la base de données européenne d’occupation biophysique des sols Corine Land Cover (CLC), est marquée par l'importance des territoires agricoles (92 % en 2018), une proportion identique à celle de 1990 (92 %). La répartition détaillée en 2018 est la suivante : terres arables (81 %), zones agricoles hétérogènes (11 %), forêts (4,8 %), zones urbanisées (3,2 %). L'évolution de l’occupation des sols de la commune et de ses infrastructures peut être observée sur les différentes représentations cartographiques du territoire : la carte de Cassini (XVIIIe siècle), la carte d'état-major (1820-1866) et les cartes ou photos aériennes de l'IGN pour la période actuelle (1950 à aujourd'hui).

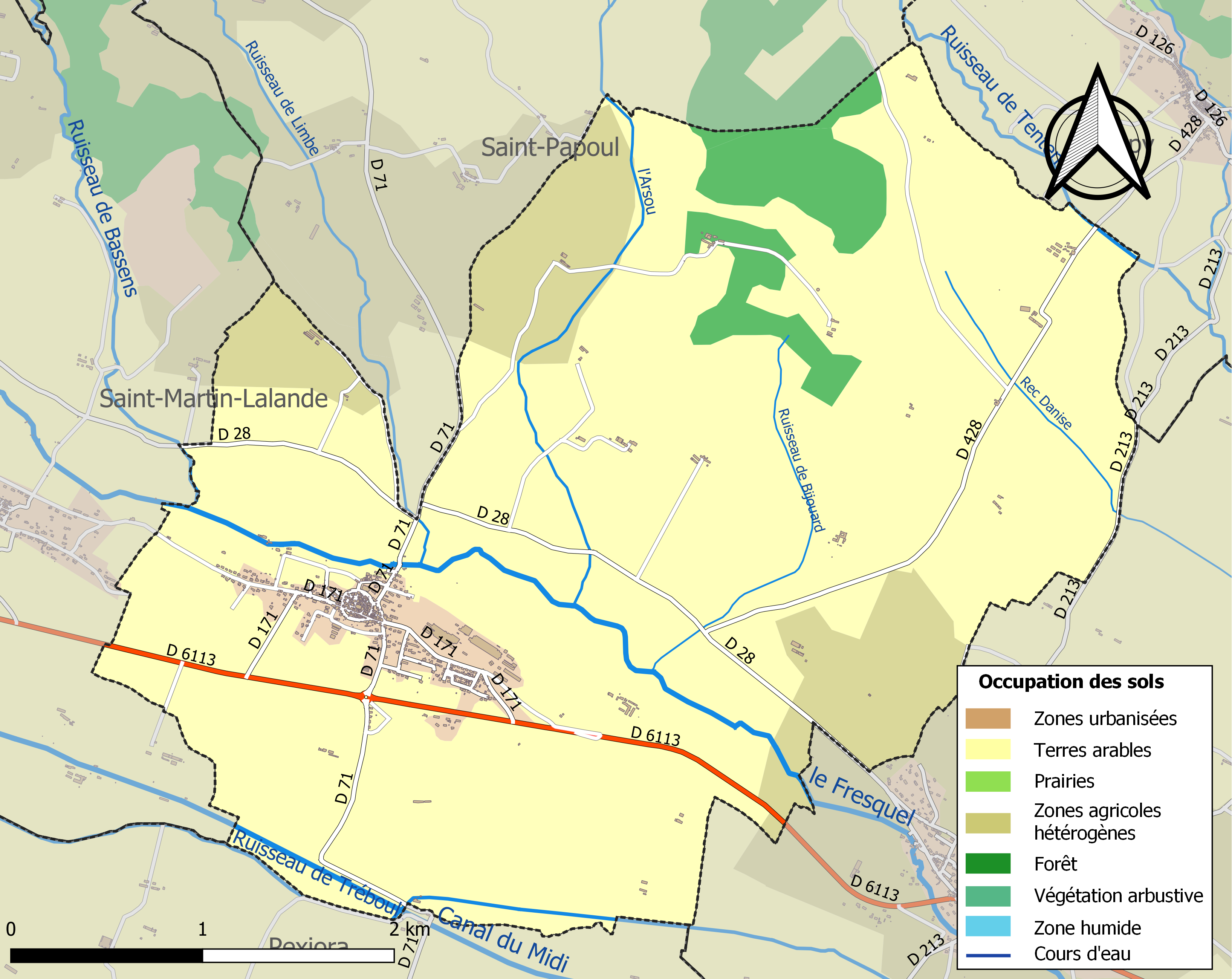
Carte des infrastructures et de l'occupation des sols de la commune en 2018 (CLC).

### Risques majeurs
Le territoire de la commune de Lasbordes est vulnérable à différents aléas naturels : météorologiques (tempête, orage, neige, grand froid, canicule ou sécheresse), inondations et séisme (sismicité très faible). Il est également exposé à un risque technologique,  le transport de matières dangereuses. Un site publié par le BRGM permet d'évaluer simplement et rapidement les risques d'un bien localisé soit par son adresse soit par le numéro de sa parcelle.

#### Risques naturels
Certaines parties du territoire communal sont susceptibles d’être affectées par le risque d’inondation par débordement de cours d'eau, notamment le ruisseau de Bassens, le Fresquel, le canal du Midi, le ruisseau de Tenten et le ruisseau de Tréboul. La commune a été reconnue en état de catastrophe naturelle au titre des dommages causés par les inondations et coulées de boue survenues en 1982, 1992, 2000, 2009 et 2021,.

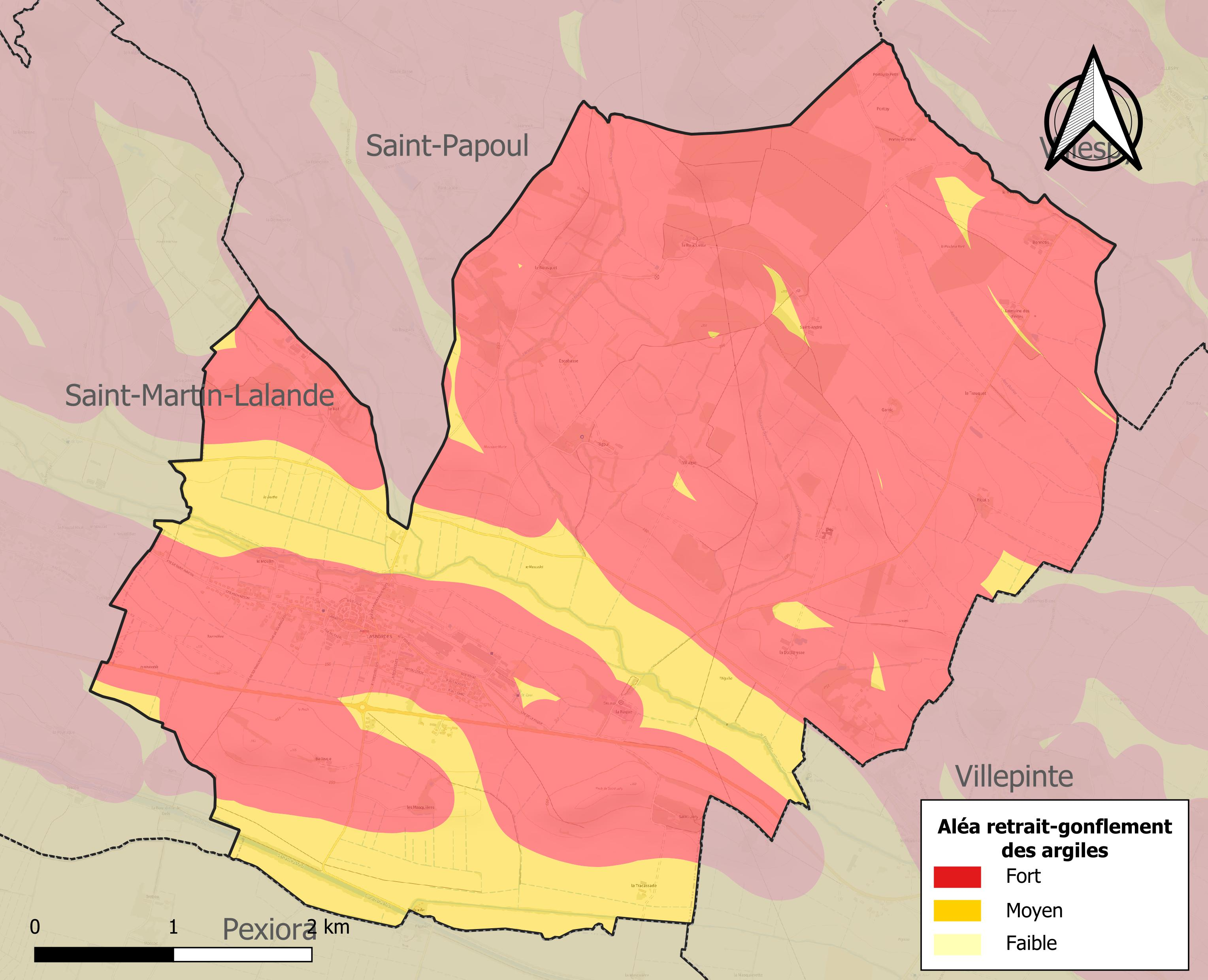
Carte des zones d'aléa retrait-gonflement des sols argileux de Lasbordes.

Le retrait-gonflement des sols argileux est susceptible d'engendrer des dommages importants aux bâtiments en cas d’alternance de périodes de sécheresse et de pluie. La totalité de la commune est en aléa moyen ou fort (75,2 % au niveau départemental et 48,5 % au niveau national). Sur les 376 bâtiments dénombrés sur la commune en 2019, 376 sont en aléa moyen ou fort, soit 100 %, à comparer aux 94 % au niveau départemental et 54 % au niveau national. Une cartographie de l'exposition du territoire national au retrait gonflement des sols argileux est disponible sur le site du BRGM,.

#### Risques technologiques
Le risque de transport de matières dangereuses sur la commune est lié à sa traversée par une route à fort trafic. Un accident se produisant sur une telle infrastructure est en effet susceptible d’avoir des effets graves au bâti ou aux personnes jusqu’à 350 m, selon la nature du matériau transporté. Des dispositions d’urbanisme peuvent être préconisées en conséquence.

## Toponymie
Une borde en occitan est une ferme

## Politique et administration

### Liste des maires
| Période                                  | Période  | Identité              | Étiquette   | Qualité                                                                                   |
| ---------------------------------------- | -------- | --------------------- | ----------- | ----------------------------------------------------------------------------------------- |
| avant 1988                               | ?        | André Dalloux         |             |                                                                                           |
| mars 2001                                | 2008     | Jean-Baptiste Turies  | PS          |                                                                                           |
| mars 2008                                | En cours | Jean-Pierre Quaglieri | PS puis DVG | Fonctionnaire, vice-président de la communauté de communes Castelnaudary Lauragais Audois |
| Les données manquantes sont à compléter. |          |                       |             |                                                                                           |

## Économie

### Revenus
En 2018  (données Insee publiées en septembre 2021), la commune compte 306 ménages fiscaux, regroupant 663 personnes. La médiane du revenu disponible par unité de consommation est de 19 680 € (19 240 € dans le département).

### Emploi
| Division       | 2008   | 2013   | 2018   |
| -------------- | ------ | ------ | ------ |
| Commune        | 6,3 %  | 11,1 % | 8,7 %  |
| Département    | 10,2 % | 12,8 % | 12,6 % |
| France entière | 8,3 %  | 10 %   | 10 %   |

En 2018, la population âgée de 15 à 64 ans s'élève à 527 personnes, parmi lesquelles on compte 67,5 % d'actifs (58,8 % ayant un emploi et 8,7 % de chômeurs) et 32,5 % d'inactifs,. Depuis 2008, le taux de chômage communal (au sens du recensement) des 15-64 ans est inférieur à celui de la France et du département.
La commune fait partie de la couronne de l'aire d'attraction de Castelnaudary, du fait qu'au moins 15 % des actifs travaillent dans le pôle,. Elle compte 226 emplois en 2018, contre 265 en 2013 et 253 en 2008. Le nombre d'actifs ayant un emploi résidant dans la commune est de 317, soit un indicateur de concentration d'emploi de 71,3 % et un taux d'activité parmi les 15 ans ou plus de 54,9 %.
Sur ces 317 actifs de 15 ans ou plus ayant un emploi, 81 travaillent dans la commune, soit 26 % des habitants. Pour se rendre au travail, 84,2 % des habitants utilisent un véhicule personnel ou de fonction à quatre roues, 1,6 % les transports en commun, 9,2 % s'y rendent en deux-roues, à vélo ou à pied et 5 % n'ont pas besoin de transport (travail au domicile).

### Activités hors agriculture
42 établissements sont implantés  à Lasbordes au 31 décembre 2019. Le tableau ci-dessous en détaille le nombre par secteur d'activité et compare les ratios avec ceux du département,.
| Secteur d'activité                                                                                        | Commune | Commune | Département |
| Secteur d'activité                                                                                        | Nombre  | %       | %           |
| --- | ------- | ------- | ----------- |
| Ensemble                                                                                                  | 42      |         |             |
| Industrie manufacturière, industries extractives et autres                                                | 10      | 23,8 %  | (8,8 %)     |
| Construction                                                                                              | 5       | 11,9 %  | (14 %)      |
| Commerce de gros et de détail, transports, hébergement et restauration                                    | 12      | 28,6 %  | (32,3 %)    |
| Information et communication                                                                              | 2       | 4,8 %   | (1,6 %)     |
| Activités spécialisées, scientifiques et techniques et activités de services administratifs et de soutien | 3       | 7,1 %   | (13,3 %)    |
| Administration publique, enseignement, santé humaine et action sociale                                    | 4       | 9,5 %   | (13,2 %)    |
| Autres activités de services                                                                              | 6       | 14,3 %  | (8,8 %)     |

Le secteur du commerce de gros et de détail, des transports, de l'hébergement et de la restauration est prépondérant sur la commune puisqu'il représente 28,6 % du nombre total d'établissements de la commune (12 sur les 42 entreprises implantées à Lasbordes), contre 32,3 % au niveau départemental.

### Agriculture
|               | 1988 | 2000 | 2010 | 2020 |
| ------------- | ---- | ---- | ---- | ---- |
| Exploitations | 27   | 20   | 6    | 9    |
| SAU (ha)      | 918  | 1301 | 516  | 841  |

La commune fait partie de la petite région agricole dénommée « Lauragais ». En 2020, l'orientation technico-économique de l'agriculture  sur la commune est la polyculture et/ou le polyélevage. Neuf exploitations agricoles ayant leur siège dans la commune sont dénombrées lors du recensement agricole de 2020 (douze en 1988). La superficie agricole utilisée est de 841 ha,.

## Démographie
| 1793 | 1800 | 1806 | 1821 | 1831 | 1836 | 1841 | 1846 | 1851 |
| ---- | ---- | ---- | ---- | ---- | ---- | ---- | ---- | ---- |
| 598  | 653  | 669  | 720  | 719  | 757  | 750  | 725  | 726  |

| 1856 | 1861 | 1866 | 1872 | 1876 | 1881 | 1886 | 1891 | 1896 |
| ---- | ---- | ---- | ---- | ---- | ---- | ---- | ---- | ---- |
| 738  | 721  | 626  | 634  | 592  | 599  | 620  | 575  | 530  |

| 1901 | 1906 | 1911 | 1921 | 1926 | 1931 | 1936 | 1946 | 1954 |
| ---- | ---- | ---- | ---- | ---- | ---- | ---- | ---- | ---- |
| 537  | 551  | 552  | 477  | 484  | 506  | 519  | 491  | 531  |

| 1962 | 1968 | 1975 | 1982 | 1990 | 1999 | 2006 | 2007 | 2012 |
| ---- | ---- | ---- | ---- | ---- | ---- | ---- | ---- | ---- |
| 570  | 520  | 539  | 584  | 657  | 689  | 807  | 818  | 799  |

| 2017 | 2022 | - | - | - | - | - | - | - |
| ---- | ---- | - | - | - | - | - | - | - |
| 788  | 824  | - | - | - | - | - | - | - |

## Culture locale et patrimoine

### Lieux et monuments
- Château de Lasbordes (Lagoual).
- Église Saint-Christophe :  l'église a été inscrite au titre des monuments historiques en 1988[35]. Les parois murales du chœur avec leurs peintures ont été classés au titre des monuments historiques en 1993[35].
- Pont-canal de Tréboul.

### Personnalités liées à la commune
- Olivier de Termes (1200-1274), seigneur de Termes et de Lasbordes.
- Marie Constant Fidèle Henri d'Hautpoul, marquis d'Hautpoul, fils de Jean-Henry d'Hautpoul-Félines et de Henriette de Foucaud, né à Lasbordes le 26 septembre 1780 et décédé le 13 mars 1852 dans l'Eure, fut un polytechnicien, artilleur, garde du corps du roi à la Restauration.

### Héraldique
| Blason de Lasbordes | Blason  | De gueules à la tour senestrée d’un avant-mur, le tout d’argent maçonné de sable, la tour ouverte du champ à la herse levée aussi de sable. |
| Blason de Lasbordes | Détails | Le statut officiel du blason reste à déterminer.                                                                                            |